# Green Street Hooligans
Hooligans: Stand your Ground (también conocida como Green Street Hooligans, Green Street, Football Hooligans, Hijos de la furia o simplemente Hooligans) es una película de drama que trata el tema del hooliganismo que se vive en el fútbol de Inglaterra. Dirigida por Lexi Alexander, fue protagonizada por Elijah Wood y Charlie Hunnam. La película cuenta la historia de Matt Buckner, un estadounidense que llega a Inglaterra tras ser expulsado de Harvard, y, ya en Londres, entra en este mundo de los hooligans que apoyan, en este caso, al West Ham United.

## Resumen
Matt Buckner, un estudiante de periodismo en la Universidad de Harvard que es expulsado injustamente al ser culpado por posesión de droga, la cual era de su compañero de cuarto (Jeremy Van Holden) quien la escondía entre sus pertenencias. Temiendo por el poder político del padre de su compañero, acepta los cargos y se marcha de la institución. 
Viaja a Londres, Inglaterra para ver a su hermana (Shannon Buckner); al llegar conoce al hijo y esposo de esta (Steve Dunham) quien a su vez le presenta a su hermano, un joven inglés rebelde y simpático de nombre Pete Dunham, quien acepta llevar a Matt a un partido de fútbol con un par de entradas que pide prestadas a Steve. Finalmente y a regañadientes llegan al pub donde el inglés y sus amigos tenían sus reuniones y borracheras antes de los partidos. Ahí conoce al resto del grupo, entre ellos Bovver, la mano derecha de Pete, quien no recibe de buena forma al joven por su procedencia. 
Asisten al partido y tras una revuelta, el americano (Como se le comienza a llamar y a conocer a Matt) es introducido al mundo del Hooliganismo Inglés. Pete le explica en lo que consiste y le menciona que las pandillas de Hooligans son conocidas como "firmas", aquella a la que ellos pertenecen es una de las de mayor reputación, la "GSE" ("Green Street Elite"), cuyo equipo al que apoyan es el West Ham United. Tras haber peleado en un callejón siendo minoría contra la hinchada del Birmingham y posteriormente visitar la ciudad de Mánchester, donde de igual manera son superados en número, salen victoriosos en la pelea y Matt se gana finalmente la confianza de todos los miembros de la firma incluyendo la de Bovver; sin embargo todo se arruinará al descubrirse que los estudios que realizaba eran de periodista (en realidad se trataba de un diario personal). El problema concierne en que las pandillas de Hooligans odiaban a los policías, americanos y periodistas al considerárseles a estos últimos un montón de sabandijas que harían cualquier cosa por llenar un tabloide; Matt, a sabiendas de esto y por ser de por sí un americano, mintió sobre su vocación haciéndose pasar por maestro de historia. La "GSE" le considera un traidor e infiltrado por lo que van a encararle al pub en donde yacía Matt en una charla con el esposo de su hermana, Steve quien tras descubrir de la misma forma que los demás su profesión, y conociendo el peligro que le aguarda va para ayudarle; de esta forma le revela que él es "El Alcalde", el antiguo líder de la firma quien la llevó a su máximo esplendor, pero se retiró tras una pelea con Millwall, el equipo rival, en la que falleció aplastado por las botas de los "martillos" el hijo de su líder, Tommy Hatcher y quien prometió vengarse de Steve. 
Tras una discusión, Pete acepta perdonar a Matt aun cuando Bovver no está de acuerdo por lo que este se marcha enfurecido con rumbo a Millwall, ahí busca a Tommy Hatcher pidiéndole que acabe con el americano, éste burlándose le pregunta por qué hacerle aquel favor, a lo que Bovver contesta con que ahí se encuentra su máximo rival, "El Alcalde". Millwall embiste a la "GSE" en el pub provocando una enorme pelea y un incendio en el lugar que terminaría con Steve lastimado por una botella rota que Tommy clavaría en su cuello. Le llevan al hospital en donde Bovver se arrepiente y pide perdón siendo reprimido y abandonado por Pete quien molesto decide enfrentarse a la firma rival y terminar con la rivalidad de una vez por todas. Shannon decide marcharse de Londres por miedo y debido también a la promesa que le había hecho a su marido de que si este regresaba a las peleas, le abandonaría. Pete le indica a Matt que debe irse con su hermana pues lo único que ha provocado son problemas en la firma. 
Al otro día, ya en camino a la pelea, Matt escapa de la casa ya desalojada de su hermana para alcanzar a sus amigos en la pelea, quienes con un silencio y sonrisa le reciben en la batalla final. Así da comienzo la pelea en la que Pete y Tommy, los líderes, se enfrentan en medio de la masacre, en ese instante Shanon preocupada llega al lugar en su camioneta con su hijo en busca de su hermano, al verla Tommy, manda a Big Marc, su mano derecha, para que acabe con la familia de Steve, al ver esto, Pete quien está malherido de una pierna dice a Matt que debe proteger a su familia yendo este a hacerle frente a Bic Mac, siendo ayudado repentinamente por Bovver quien llega en un acto de redención. Tommy se dispone a ir a pelear con los dos siendo interrumpido por Pete quien comienza a decirle que la muerte de su hijo fue culpa suya. El enfurecido líder de Millwall se lanza sobre él dándole múltiples golpes en la cara haciendo que su cabeza rebote contra el piso. El resto de la pelea se interrumpe para separar al Tommy Hatcher enloquecido del cuerpo inerte del "Nuevo Mayor" llegando Bovver a llorar sobre este, quien más que su jefe era su mejor amigo. Matt se marcha con una lágrima en la camioneta acompañado de su hermana y sobrino sanos y a salvo. Steve recibe la noticia en el hospital y enloquece. Finalmente ya en Estados Unidos, Matt engaña a Van Holden, su viejo compañero, sacándole su confesión de que era el culpable con una grabadora asegurando eso como su regreso a Harvard, terminando así la película con el americano cantando la gran porra del West Ham United en las calles de su país.

## Personajes
| Actores        | Voz Doblaje      | Voz Doblaje                  | Personajes             |
| -------------- | ---------------- | ---------------------------- | ---------------------- |
| Elijah Wood    | Bernardo Mayorga | Juan Logar Jr.               | Matt Buckner           |
| Charlie Hunnam |                  | Iván Muelas                  | Pete Dunham            |
| Leo Gregory    |                  | Eduardo Del Hoyo             | Bovver                 |
| Claire Forlani |                  | Marta García                 | Shannon Buckner Dunham |
| Marc Warren    |                  | Alfonso Laguna               | Steve Dunham           |
| Ross McCall    |                  | Roberto Cuenca Rodríguez Jr. | Dave                   |
| Rafe Spall     |                  | Alejandro Martínez           | Swill                  |
| Kieran Bew     |                  | Juan Carlos Lozano           | Ike                    |
| Geoff Bell     |                  | Miguel Ángel Del Hoyo        | Tommy Hatcher          |
| James Allison  |                  |                              | Benn Dunham            |
| Terence Jay    |                  |                              | Jeremy Van Holden      |
| Scott Christie |                  |                              | Millwall Lad/Ricky     |
| Joel Beckett   |                  |                              | Terry                  |
| Daniel Smith   |                  |                              | Firm Member            |
| Alex JH        |                  |                              | Firm Leader            |

## Premios
LA Femme Film Festival
- Lexi Alexander ganó el premio al Mejor Feature (2005).

Malibu Film Festival
- Lexi Alexander ganó al premio a Lo Mejor del Festival (2005).

SXSW Film Festival
- Lexi Alexander ganó el premio Special Jury.

## Secuela
Green Street Hooligans 2: fue lanzado directamente a DVD, en marzo de 2012. La mayoría de las estrellas principales del elenco de la primera película no aparecen, sino más bien se centra en Ross McCall, quien desempeñó a "Dave" en la primera película. Dave, quien fue capturado en la pelea final de la película anterior, es llevado a una cárcel donde tiene que luchar para sobrevivir en ella.